# Anales de Ciencias Naturales
Anales de Ciencias Naturales (abreviado Anales Ci. Nat.) fue la primera publicación periódica dedicada en exclusiva a las ciencias naturales que aparece en España. Se publica por primera vez en octubre de 1799 con el título de Anales de Historia Natural, aunque en su séptimo número lo cambia al de Anales de Ciencias Naturales en enero de 1801, justificándolo por la ampliación de los objetivos iniciales de la revista. Los científicos responsables de la edición inicial de los Anales fueron el mineralogista alemán Cristiano Herrgen, el químico francés Joseph Proust, el químico burgalés Domingo García Fernández y el botánico valenciano Antonio José de Cavanilles. 	
Se llegaron a publicar 21 números de entre 100 y 150 páginas cada una, de elaboración muy cuidada, y que aparecían irregularmente cada pocos meses. Los trabajos eran en su mayoría originales, y fueron las contribuciones botánicas, con Cavanilles a la cabeza con 48 artículos, las que ocuparon el mayor número de páginas. También abundan los artículos de mineralogía de Herrgen y sus discípulos, así como los de zoología, física, medicina, astronomía, hidrografía e historia de la ciencia. Otros autores relevantes que contribuyeron a la revista fueron el naturalista alemán Alexander von Humboldt, Ignacio de Asso, Andrés Manuel del Río y Luis Née. El último número apareció en abril de 1804.